# سرچکو لیسیناس
سرچکو لیسیناس (انگلیسی: Srećko Lisinac؛ زادهٔ ۱۷ مهٔ ۱۹۹۲) بازیکن والیبال اهل صربستان؛ عضو تیم ملی والیبال صربستان و باشگاه اسکرا بلچاتوف است.